# RIM-162 Evolved Sea Sparrow Missile
De RIM-162 Evolved Sea Sparrow Missile (ESSM) is een
korte-afstandsluchtdoelraket die schepen
moet beschermen tegen naderende vijandelijke raketten en vliegtuigen.
De ESSM is afgeleid van de RIM-7 Sea Sparrow en werd gezamenlijk ontwikkeld
door een aantal NAVO-gebruikers van
die laatste.
De RIM-162 kreeg een grotere krachtiger raketmotor en een verbeterde
aerodynamica. Daarnaast kreeg de raket ook het modernste
raketgeleidingssysteem. In september 2002 werden de eerste exemplaren
door Raytheon geleverd aan de Amerikaanse Marine.
Sindsdien werd het wapen reeds aan verschillende andere landen, waaronder
Nederland, geleverd.

## Varianten
- A: Variant voor schepen met Aegis-wapensysteem.
- B: Variant voor schepen zonder Aegis.
- C: Afgeleide van de B-variant voor het Mk 48-VLS.
- D: Afgeleide van de B-variant voor de Mk 29-box launcher.

## Gebruikers
- Verenigde Staten
- Australië
- Nederland
- Duitsland
- Noorwegen
- Canada

- Nieuw-Zeeland
- Denemarken
- Griekenland
- Japan
- Spanje
- Turkije